# Laoling
Laoling léase Láo-Líng (en chino:乐陵市, pinyin:Làolíng shì) es un municipio bajo la administración directa de la ciudad-prefectura de Dezhou. Se ubica al norte de la provincia de Shandong, este de la República Popular China. Su área es de 1172 km² y su población total para 2010 fue +600 mil habitantes. 

## Administración
El municipio de Laoling se divide en 16 pueblos que se administran en 4 subdistritos, 9 poblados y 3 villas.